# Europäischer Friedhof Saigon
Koordinaten: 10° 47′ 17,9″ N, 106° 41′ 38,3″ O

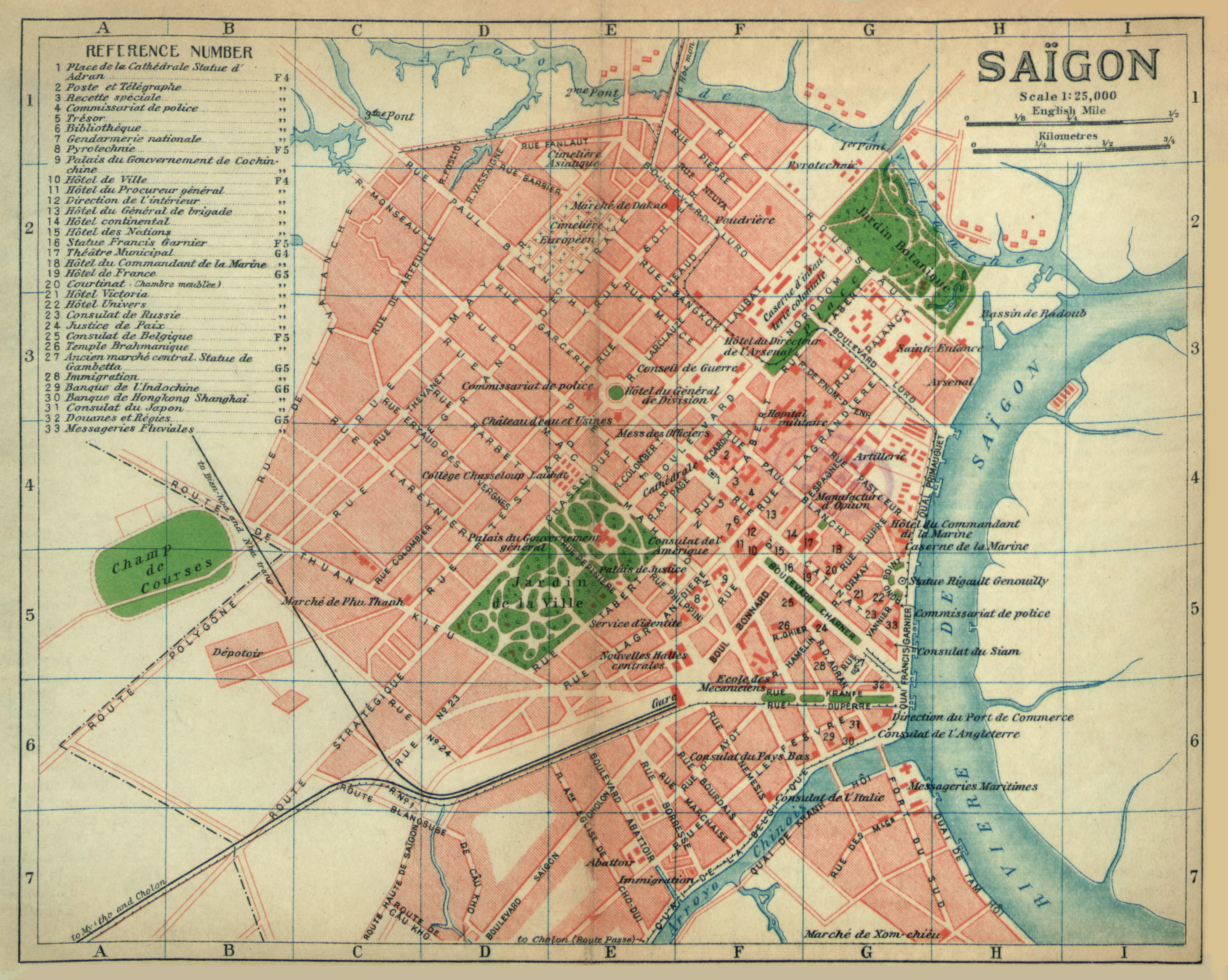
Stadtplan von Saigon im Jahr 1920, der Cimetière européen liegt im Norden der Stadt

Der Europäische Friedhof (Cimetière européen) war ein bedeutender christlicher Friedhof in der vietnamesischen Metropole Saigon (heute Ho-Chi-Minh-Stadt), der von 1859 bis 1983 existierte. Ab den 1920er-Jahren wurde er nach der angrenzenden Straße auch als Massiges-Friedhof bezeichnet, ab 1955 dann als Mạc-Đĩnh-Chi-Friedhof. Im vietnamesischen Volksmund war die Bezeichnung Đất Thánh Tây („heilige westliche Erde“) verbreitet.
Der Friedhof wurde im Jahr 1859 während des französischen Cochinchina-Feldzugs zunächst als Militärfriedhof angelegt, um die bei der Eroberung der Zitadelle von Saigon gefallenen französischen Soldaten und Matrosen zu begraben. Der Friedhof lag zu diesem Zeitpunkt am nordwestlichen Stadtrand (heute Teil der Innenstadt). Ab den späten 1860er-Jahren wurden dann auch Zivilisten auf dem Friedhof beerdigt, mehrheitlich französische Kolonisten, die damals noch in großer Zahl tropischen Krankheiten wie Malaria, Cholera oder der Ruhr zum Opfer fielen. Neben Franzosen wurden auch viele deutsche Kaufleute, die zu dieser Zeit den Überseehandel der Kolonie Cochinchina dominierten, auf dem Friedhof beerdigt, zudem einige Matrosen der kaiserlich-russischen Flotte. Um 1870 wurde nördlich schräg gegenüber ein kleinerer vietnamesischer Friedhof (Cimetière annamite) angelegt. In den 1880ern wurde die Friedhofsverwaltung von der Marine an die städtischen Behörden übertragen. 1895 bestanden auf dem Friedhof 239 Soldatengräber.
Um die Jahrhundertwende wandelte sich Saigon von einer Garnisonsstadt zu einer prachtvollen Kolonialmetropole. Der Friedhof wurde nun zur bevorzugten letzten Ruhestätte für Mitglieder der französischen Oberschicht in Indochina, die prunkvolle Grabmäler errichten ließen. Die Militärgräber wurden hingegen kaum noch gepflegt und die Gräber ärmerer Personen häufig schon nach wenigen Jahren aufgehoben, um Platz für weitere Grabstätten der Elite zu schaffen – eine Praxis, die zu der Zeit deutliche Kritik hervorrief. Anfang der 1920er-Jahre wurde die Rue de Bangkok, an deren Ende das Haupttor des Friedhofs lag, nach einem Gefechtsort des Ersten Weltkriegs in Rue de Massiges umbenannt. Der Friedhof wurde daher auch als Cimetière (de la rue) de Massiges bekannt. Neben Franzosen wählten zunehmend auch Mitglieder der frankophilen katholischen vietnamesischen Oberschicht den Friedhof als Ort ihrer letzten Ruhe.
1955, nach der Niederlage der Franzosen im Indochinakrieg, wurden sowohl die Straße als auch der Friedhof von den neuen südvietnamesischen Behörden nach dem mittelalterlichen Gelehrten Mạc Đĩnh Chi umbenannt. Für die nächsten zwei Jahrzehnte diente der Friedhof nun als bevorzugte Ruhestätte der südvietnamesischen Führungsschicht. Im November 1963 wurden hier auch der gestürzte und ermordete Präsident Ngô Đình Diệm sowie sein ebenfalls getöteter Bruder in unmarkierten Gräbern beigesetzt (beide waren Katholiken). Der beteiligte Putschist und spätere Präsident Nguyễn Văn Thiệu ließ angeblich 1971 auf Rat eines Cao-Đài-Priesters Teile der Westmauer des Friedhofes niederreißen, um Diệms Geist zu beruhigen.

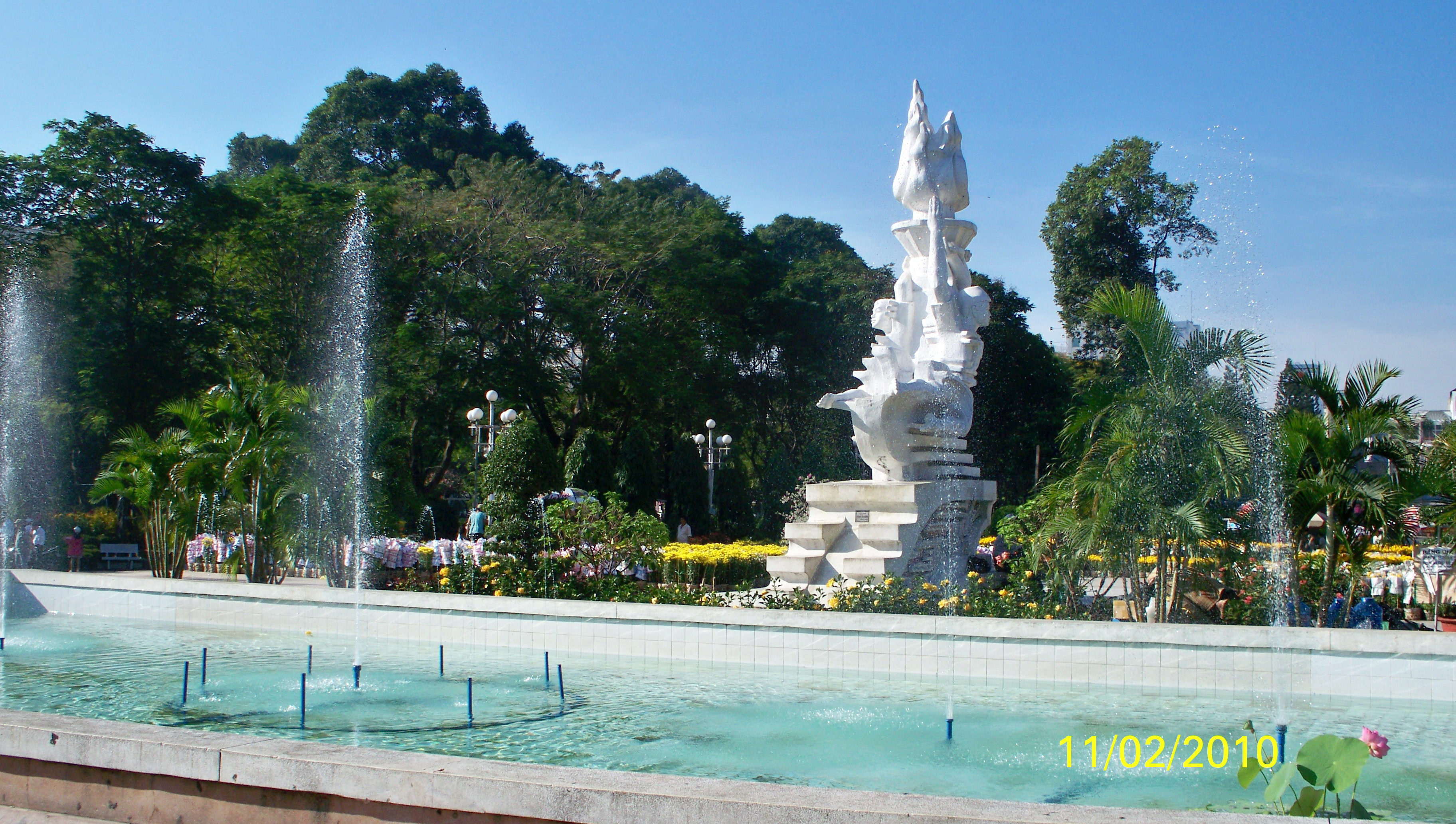
Der heutige Lê-Văn-Tám-Park (Bild von 2010)

Mit dem Fall von Saigon 1975 geriet auch der Friedhof unter kommunistische Verwaltung. 1983 beschloss das Volkskomitee von Ho-Chi-Minh-Stadt die Schließung und Zerstörung des Friedhofs, der aufgrund seiner prachtvollen Oberschichts-Grabmäler als Symbol für die „Dekadenz des Westens“ und Monument der Kolonialzeit stand. Die Angehörigen erhielten zwei Monate, um ihre verstorbenen Verwandten umbetten zu lassen, anschließend wurde die Anlage mit Bulldozern planiert. Die Überreste der französischen Soldaten wurden in die Indochina-Gedenkstätte in Fréjus transferiert. Ebenfalls zu diesem Zeitpunkt zerstört wurde auch das Mausoleum (Lăng Cha Cả) des Pierre Pigneau de Behaine; 1986 folgten der neue französische Militärfriedhof der Stadt bei Bảy Hiền sowie der christliche Friedhof von Vũng Tàu.
Auf der Fläche des planierten Saigoner Friedhofes wurde der Lê-Văn-Tám-Park (Công viên Lê Văn Tám) eingerichtet, benannt nach einem (vermutlich fiktiven) Widerstandskämpfer gegen die französische Kolonialmacht, dem dort im Zentrum auch eine Statue errichtet wurde. Bei der Bevölkerung fand der Park allerdings zunächst nur wenig Akzeptanz, da zahlreiche Geistergeschichten über den Ort zirkulierten. Seit 2010 soll unter dem Park ein Großparkhaus samt Einkaufszentrum gebaut werden und in diesem Prozess auch der oberirdische Park komplett umgestaltet und erneuert werden.

## Berühmte Gräber
- Ernest Doudart de Lagrée (1823–1868), Führer der französischen Mekongexpedition (vermutlich Scheingrab)
- Francis Garnier (1839–1873), Teilnehmer der Mekong-Expedition, Führer der Militärexpedition nach Tonkin (gemeinsames Grabmal mit Doudart de Lagrée)
- Alain de Penfentenyo de Kervéréguin (1921–1946), Marineoffizier
- Grace Cadman (1876–1946), englische Missionarin
- Henry Chavigny de Lachevrotière (1883–1951), Journalist und Politiker
- Nguyễn Văn Thinh (1888–1946), erster Präsident der Autonomen Republik Cochinchina
- Charles Chanson (1902–1951), Brigadegeneral
- Ngô Đình Diệm (1901–1963), Präsident von Südvietnam (unmarkiertes Grab)
- Ngô Đình Nhu (1910–1963), dessen Bruder (unmarkiertes Grab)
- Lê Văn Tỵ (1904–1964), Generalstabschef und Feldmarschall der südvietnamesischen Streitkräfte
- François Sully (1927–1971), Journalist